# Михайловка-Вторая
Михайловка-Вторая — деревня в Становлянском районе Липецкой области России. Входит в состав Михайловского сельсовета.

## География
Деревня находится в северо-западной части Липецкой области, в лесостепной зоне, в пределах Среднерусской возвышенности, на левом берегу реки Лотошок, к западу от автодороги М4, на расстоянии примерно 23 км (по прямой) к северо-западу от села Становое, административного центра района. Абсолютная высота — 188 м над уровнем моря.

### Климат
Климат характеризуются как умеренно континентальный, с умеренно холодной продолжительной зимой и тёплым летом. Среднегодовая температура воздуха составляет 5,3 °С. Средняя температура воздуха самого холодного месяца (января) — −9,8 °C (абсолютный минимум — −38 °C); самого тёплого месяца (июля) — 19,6 °C (абсолютный максимум — 38 °C). Безморозный период длится около 134 дней. Среднегодовое количество атмосферных осадков составляет 550 мм, из которых около 328 мм выпадает в период с апреля по октябрь. Снежный покров держится в течение 150—160 дней.

## История
Распоряжением Правительства Российской Федерации от 11.11.2024 № 3212-р деревня Михайловка переименована в Михайловку-Вторую.

## Население
| 2010 |
| ---- |
| 47   |

### Половой состав
По данным Всероссийской переписи населения 2010 года, в гендерной структуре населения мужчины составляли 53,2 %, женщины — соответственно 46,8 %.

### Национальный состав
Согласно результатам переписи 2002 года, в национальной структуре населения русские составляли 98 % из 66 чел.